# Rosalia (Kansas)
Rosalia – jednostka osadnicza w Stanach Zjednoczonych, w stanie Kansas, w hrabstwie Butler.